# Trautskirchen
Trautskirchen es un municipio situado en el distrito de Neustadt an der Aisch-Bad Windsheim, en Baviera, Alemania. Tiene una población estimada, a fines de 2020, de 1310 habitantes.